# یاگودنه ویلکیه
یاگودنه ویلکیه (به لاتین: Jagodne Wielkie) یک روستا در لهستان است که در گمینا میوکی واقع شده‌است.